# Horné Hámre
Horné Hámre este o comună slovacă, aflată în districtul Žarnovica din regiunea Banská Bystrica. Localitatea se află la altitudinea de 272 m deasupra n.m., se întinde pe o suprafață de 19,67 km2 și în 2017 număra 644 de locuitori.

## Istoric
Localitatea Horné Hámre este atestată documentar din 1391.

## Demografie
| An:                | 1994 | 2004   | 2014   | 2024   |
| ------------------ | ---- | ------ | ------ | ------ |
| Număr de persoane: | 687  | 663    | 632    | 690    |
| Diferență:         |      | −3,49% | −4,67% | +9,17% |

| An:                | 2023 | 2024   |
| ------------------ | ---- | ------ |
| Număr de persoane: | 684  | 690    |
| Diferență:         |      | +0,87% |